# Markovac (Višnjan)
Markovac (tal. San Marco) selo je koje se nalazi 1 km zračne linije sjeverozapadno od Višnjana, dok je cestom udaljeno nešto više od 2 km, na prometnom pravcu Višnjan-Labinci. Markovac, koji je s oko 145 stanovnika najveće selo u općini Višnjan, poznat je po dobrim vinarima i kvalitetnim vinima.
Selo je nastalo još u rimsko doba; osnovali su ga rimski vojnici koji su ostali živjeti na tim područjima.
U selu se nalazi crkva Sv. Agate, te se svake godine slave blagdani Sv. Agate, Sv. Elene i Sv. Marka.

## Stanovništvo
Po popisu iz 2001., u selu je živio 141 stanovnik. Taj broj stanovnika ima stalnu tendenciju rasta, zbog doseljavanja stanovništva. Prevladava zrelo stanovništvo, pa staro, a onda tek mlado. S obzirom na broj mladog stanovništva, Markovac je smješten odmah iza matičnog grada Višnjana.

Prema popisu stanovništva 2011. godine naselje je imalo 163 stanovnika.
| broj stanovnika |       |       | 143   | 210   | 222   | 267   |       |       | 214   | 211   | 186   | 156   | 159   | 156   | 141   | 163   | 155   |
|                 | 1857. | 1869. | 1880. | 1890. | 1900. | 1910. | 1921. | 1931. | 1948. | 1953. | 1961. | 1971. | 1981. | 1991. | 2001. | 2011. | 2021. |

## Poznate osobe
- Albin Brnobić, hrvatski liječnik dermatovenerolog i alergolog

## Vanjske poveznice
- Karta Markovca na glosk.com  Arhivirana inačica izvorne stranice od 30. rujna 2007. (Wayback Machine)